# Evangelische Kirche (Bernkastel-Kues)

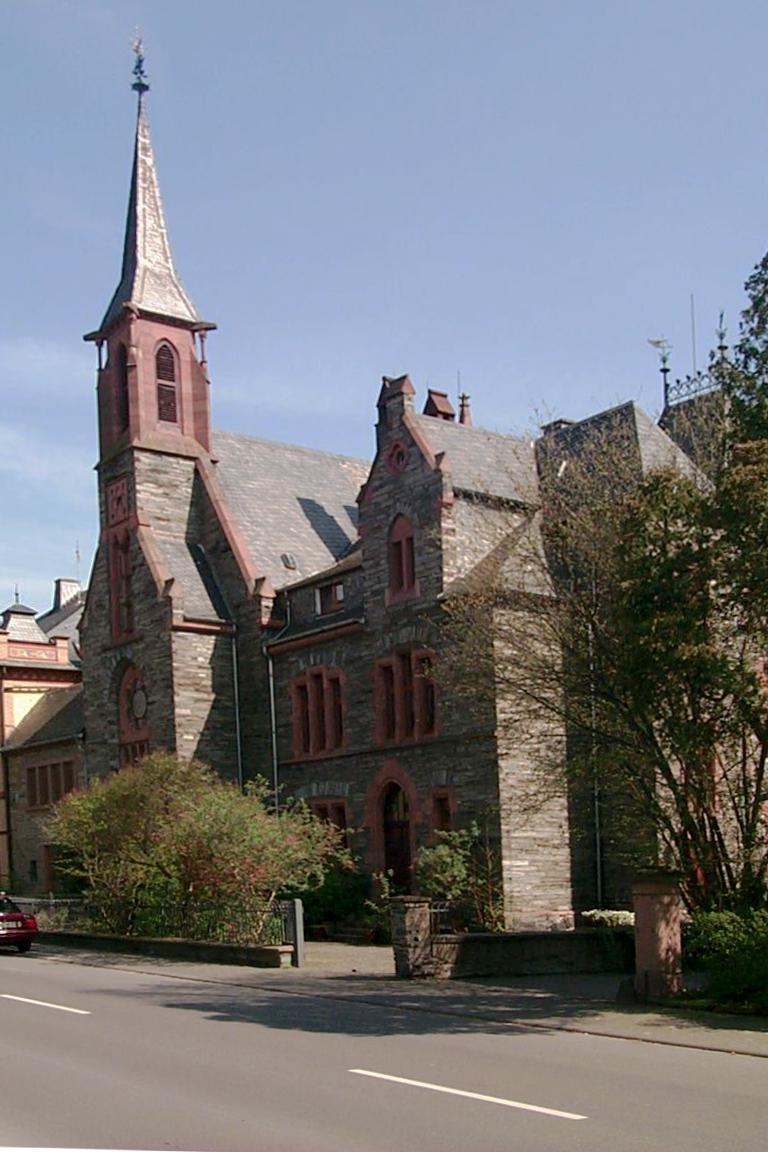
Außenansicht

Die Evangelische Kirche Bernkastel-Kues ist die zentrale Kirche von zwei Kirchen der Evangelischen Kirchengemeinde im gleichnamigen Ort Bernkastel-Kues der Rheinischen Landeskirche im Kirchenkreis Trier.

## Geschichte

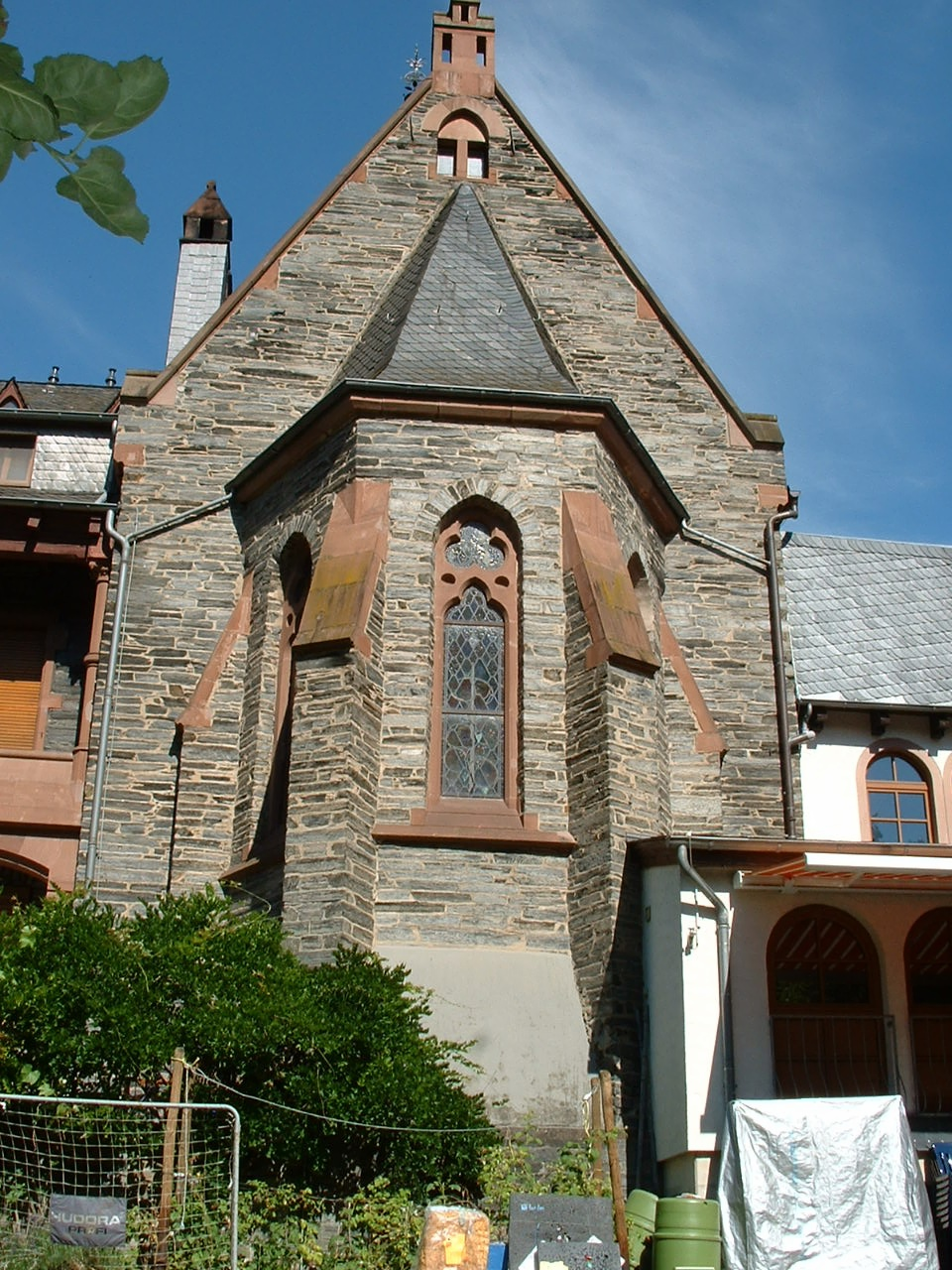
Chor von außen

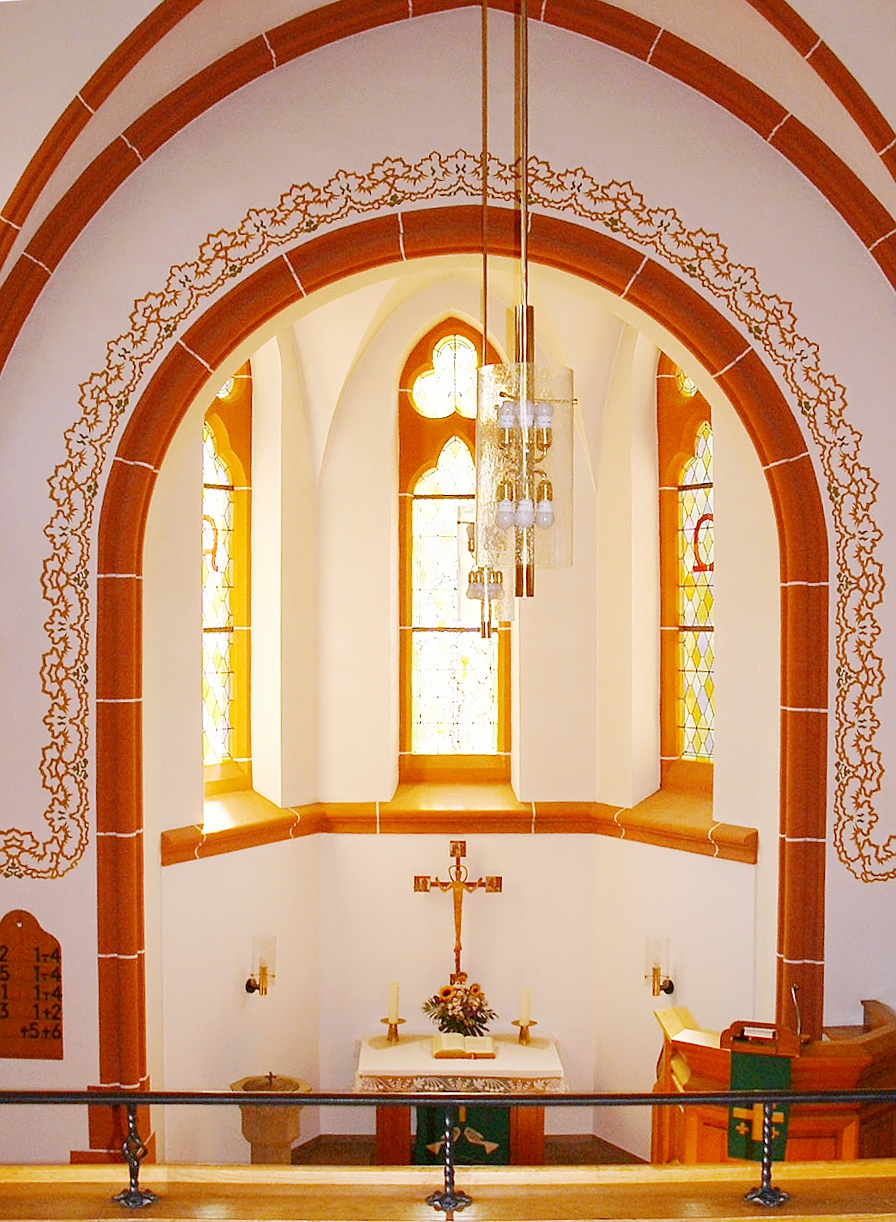
Chor von innen

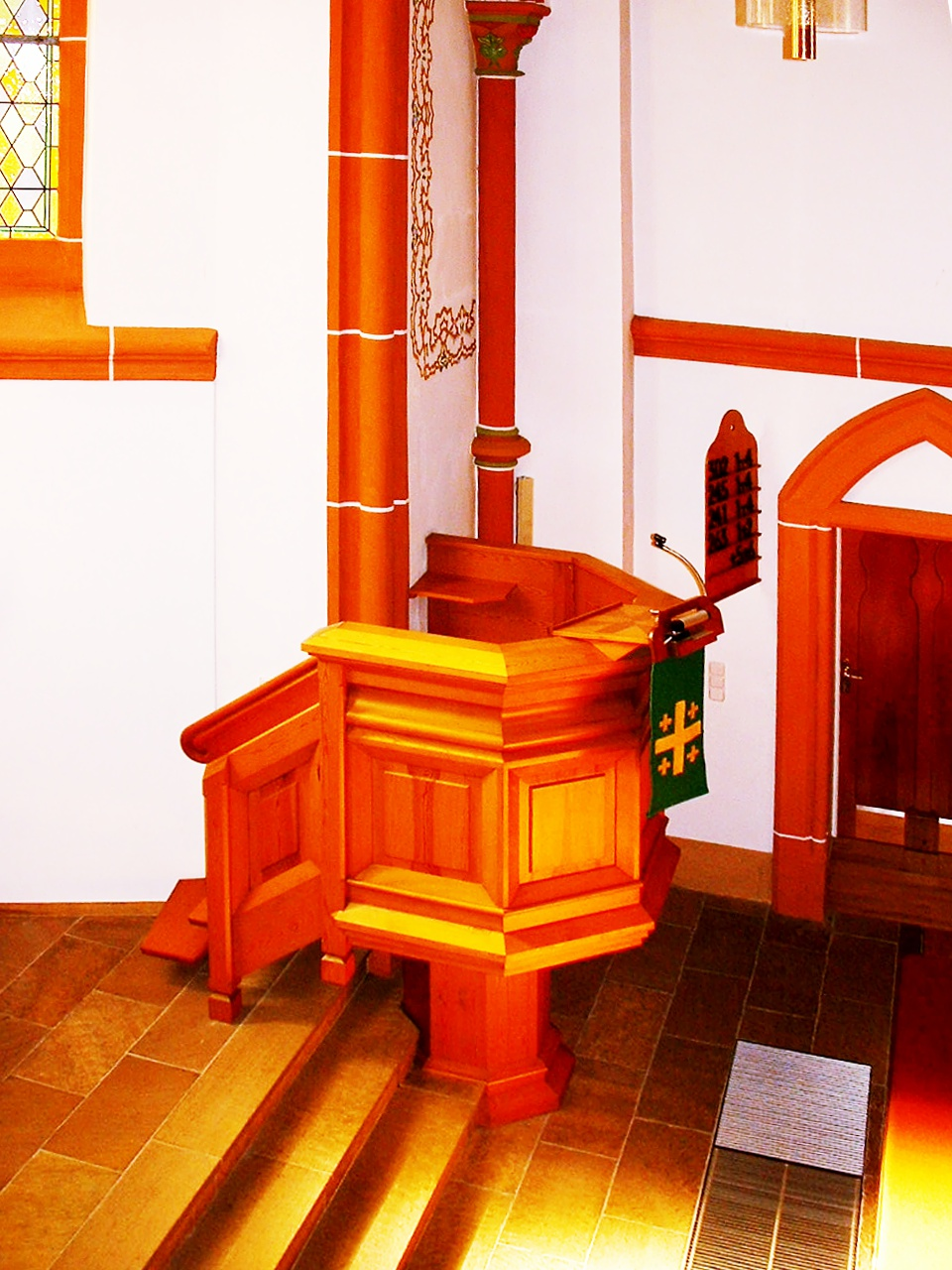
Kanzel

Im Gegensatz zu manchen Nachbargemeinden, die in der Reformationszeit evangelisch wurden, blieben Bernkastel und Kues katholisch. Erst im 19. Jahrhundert wuchs die Zahl evangelischer Christen an, im Wesentlichen nach 1850 durch den Umzug preußischer Beamtenfamilien. Kirchenrechtlich gehörte Bernkastel-Kues zur Kirchengemeinde Mülheim an der Mosel. Vikar Mertens übernahm am 12. Mai 1860 die Verwaltung von Bernkastel-Kues als Pfarrvikariat von Mülheim. Das Gemeindeleben spielte sich zuerst für drei Jahre in einem angemieteten Betsaal ab, danach in einer Wagenremise, die ein Gemeindemitglied zur Verfügung stellte. Am 22. Oktober 1863 wurde das ehemalige Gasthaus zur Post in Bernkastel mit Hilfe des Gustav Adolf Werkes angekauft. Es wurde zu Betsaal, Schule und Pfarrwohnung umgebaut, brannte jedoch am 17. Juli 1878 nieder. Da das Anwesen nach dem Brand von der Zivilgemeinde beansprucht wurde, konnte es nicht wieder aufgebaut werden und auch ein anderes geeignetes Grundstück war zunächst nicht zu finden. Durch Vermittlung des Trierer Regierungspräsidenten wurde in Kues ein Grundstück auf der wenig bebauten linken Moselseite erworben. Erneut mit Hilfe des Gustav Adolf Werkes wurde eine Kirche samt Pfarrhaus darauf errichtet, deren Einweihung am 17. März 1881 gefeiert wurde. Dem Bau ging ein Architektenwettbewerb voraus, zu dem mehr als 80 Entwürfe eingingen und der von dem Berliner Architekt Zellner gewonnen wurde. Sein Entwurf wurde unter Leitung der örtlichen Kreisbauinspektion realisiert.
Sieben Jahre später bekam die evangelische Kirchengemeinde Bernkastel-Kues den Status einer Pfarrgemeinde. Die Kirchengemeinde engagiert sich heute auch in der Seelsorge für die Patienten und Mitarbeitenden in den Kurkliniken auf dem Kueser Plateau.

## Architektur und Ausstattung

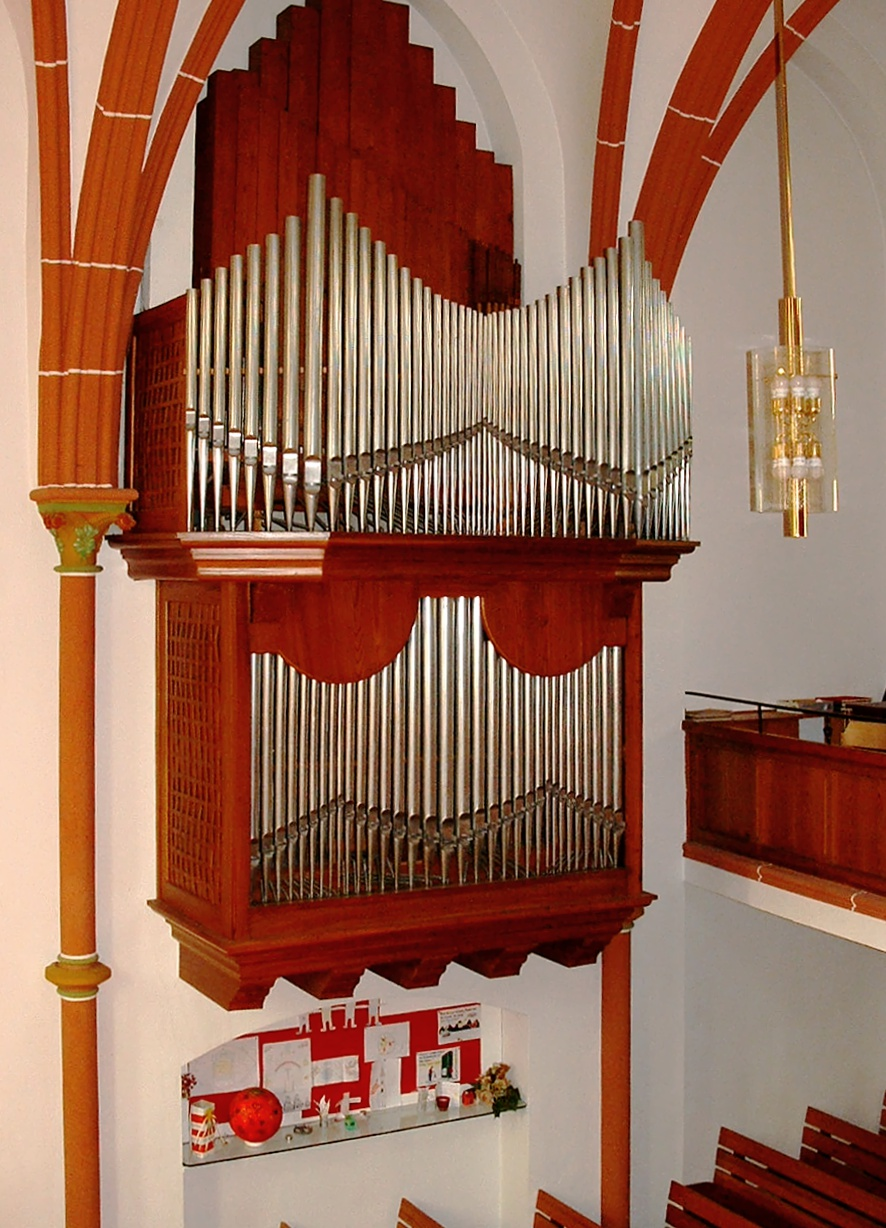
Orgel

Die evangelische Kirche ist ein kleiner Schieferbruchsteinbau aus dem Jahre 1880/81, verbunden mit dem Pfarrhaus, erbaut von Johannes Vollmer und dem Berliner Architekten E. Zellner. Das gesamte, neugotische Bauensemble besteht aus der Kirche und dem unmittelbar an die Kirche angebauten zweigeschossige Pfarrhaus. An der Ostseite des dreijochigen Langhauses schließt sich der polygonale Chor an, an der Westseite eine giebelbekrönte Eingangshalle mit einem quadratischen Dachturm. Das Innere der Kirche bildet einen rechteckigen Raum mit erhöhter Apsis. Das Gemeindegestühl steht links und rechts des Mittelgangs.
Die Orgel auf der Westempore wurde später erworben.
Im März 1945 wurde die Kirche bei den Kampfhandlungen zum Ende des Zweiten Weltkriegs erheblich beschädigt. Nach Beseitigung der Kriegsschäden wurde das Bauensemble 1954 durch einen Saal ergänzt und 1963 renoviert. In diesem Zusammenhang erhielt die Kirche eine Neuausmalung und eine modernisierte Ausstattung.

## Nutzung
Die Kirche ist die Hauptkirche von zwei Kirchen und vier Predigtstätten zur evangelischen Kirchengemeinde Bernkastel-Kues. Es finden regelmäßig Gottesdienste an Sonntagen und kirchlichen Festtagen statt.